# VCR (canção)
"VCR" é uma canção da banda britânica The XX lançado em 24 de janeiro de 2010 no álbum xx.

## Parada musical
| Parada (2010)                  | Pico de posição |
| ------------------------------ | --------------- |
| Reino Unido (OCC UK Indie)     | 15              |
| Reino Unido (UK Singles Chart) | 132             |